# Иван Юрьевич (князь туровский)
Иван Юрьевич Туровский (др.-рус. Иванъ Гюргевич, бел. Іван Юр'евіч) — князь туровский в XII веке, упоминаемый в 1167 — 1170 годах, сын князя туровского Юрия Ярославича и его жены Анны, дочери князя городенского Всеволодко.

## Биография
Иван был внуком князя владимиро-волынского Ярослава Святополчича. Относится к первому поколению туровских князей, правивших после раздела Туровского княжества на уделы, состоявшегося между 1167 и 1174 годами. Среди пяти сыновей Юрия Ярославича Иван появляется в летописных сообщениях вторым по времени. Упоминание в летописях «Гюргевич Иван из Турова» даёт основание полагать, что княжил непосредственно в удельном Туровском княжестве (с определением «Туровский», «из Турова» в летописях упоминаются он и 2 его брата).

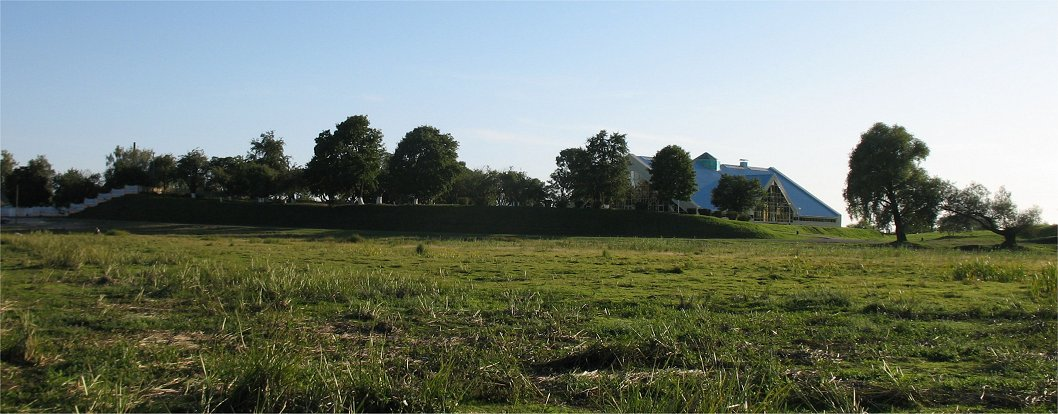
Городище средневекового Турова и археологический музей. Туров, Житковичский район, Гомельская область.

В Воскресенской летописи упоминается под 1167 годом, в Густынской — под 1168 годом. Вместе с другими князьями Руси выступил против половцев, которые грабили на Днепре купеческие караваны, что плыли из Византии: 

«…И потом по мале посла Мьстислав по братью свою, и съвкупишася вся братья у него Киеве: Ярослав из Лучьска, Володимир Андреевич из Дорогобужа, Рюрик из Вручего, Давыд из Вышегорода, а Гюргевич Иван из Турова.»

В 1170 году Иван вновь участвовал в походе на половцев.
По Ипатьевской летописи, в 1170 году помогал князю Мстиславу Изяславичу занять киевский престол, с которого тот был выгнан по приказу великого князя владимирского Андрея Юрьевича Боголюбского.
Год смерти неизвестен.

## Брак и дети
Имя жены Ивана Юрьевича неизвестно. Сведения о детях спорны — в начале XIII века упоминается несколько туровских князей без отчеств. Л. Войтович предполагает, что сыном Ивана мог быть туровский князь Андрей, казнённый монголами после разгрома объединённой русско-половецкой армии в битве на Калке в 1223 году.